# Roeselia millotalis
Roeselia millotalis is een vlinder uit de familie van de visstaartjes (Nolidae). De wetenschappelijke naam van de soort is voor het eerst geldig gepubliceerd in 1965 door de Toulgoët.